# Orestiada
Orestiada (gr. Ορεστιάδα) – miasto w północno-wschodniej Grecji, w administracji zdecentralizowanej Macedonia-Tracja, w regionie Macedonia Wschodnia i Tracja, w jednostce regionalnej Ewros. Siedziba gminy Orestiada. W 2011 roku liczyło 18 426 mieszkańców. Ośrodek przemysłowy.